# Suzanne Ildstad

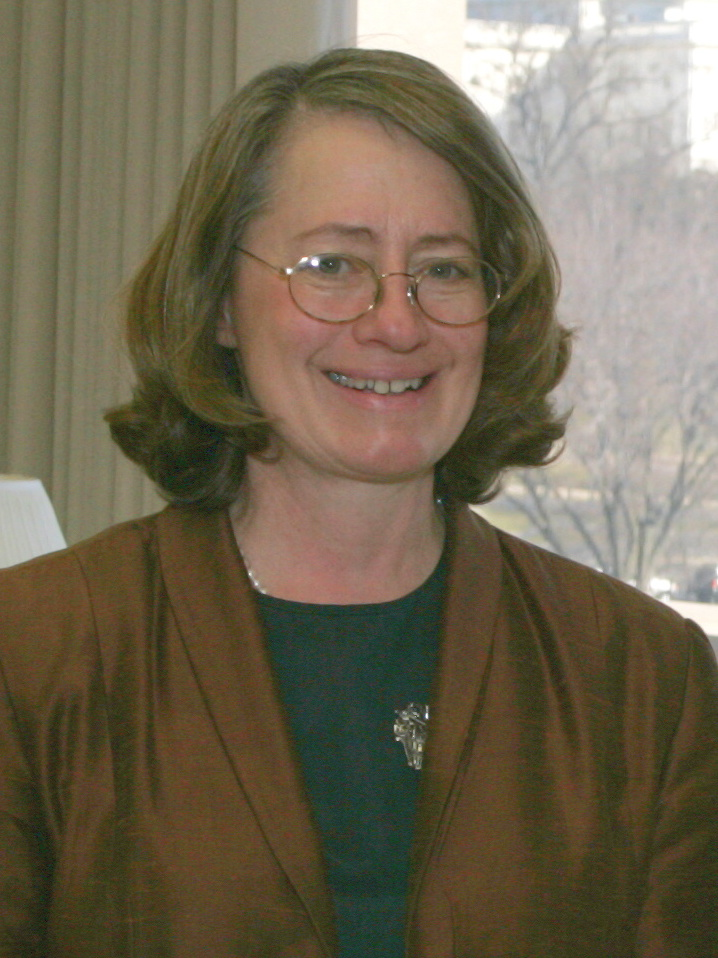
Suzanne Ildstad, 2007

Suzanne T. Ildstad  (* 20. Mai 1952 in Minneapolis) ist eine US-amerikanische Chirurgin und Immunologin, bekannt für Forschungen zur Stammzelltransplantation.
Sowohl die Mutter als auch die Großmutter von Ildstad waren Krankenschwestern (die Großmutter bei den Gründern der Mayo-Klinik, den Mayo-Brüdern) und Ildstad wollte früh Medizin studieren. 1974 erwarb sie ihren Bachelor-Abschluss in Biologie (summa cum laude) an der University of Minnesota und 1978 ihren M.D.-Abschluss als Medizinerin an der Mayo Medical School. Sie spezialisierte sich als Chirurgin auf Organtransplantation bei Kindern und war 1978 bis 1982 und 1985/86 in der Facharztausbildung (Resident) am Massachusetts General Hospital. Dabei begann sie sich mit immunologischen Fragen der Gewebeabstoßung bei Organtransplantationen und der Graft-versus-Host-Reaktion bei Knochenmarktransplantation zu beschäftigen. 1982 bis 1985 forschte sie darüber am National Cancer Institute der National Institutes of Health. 1986 bis 1988 war sie Chirurgin (Fellow) am Children´s Hospital Medical Center in Cincinnati. 1988 wurde sie Assistant Professor und ab 1992 Associate Professor für Chirurgie an der University of Pittsburgh. 1992 bis 1995 war sie dort Ko-Direktorin der Abteilung für Stammzellen-Transplantation und 1995/96 Direktorin der Abteilung Zelltherapie (Cellular Therapeutics). Ab 1996 war sie Professorin für Chirurgie und Direktorin des Instituts für Zelltherapie an der Allegheny University of Health Sciences (heute Teil der Drexel University) in Philadelphia. 1998 wurde sie Professorin für Chirurgie und Transplantation am Jewish Hospital und Direktorin des Instituts für Zelltherapie an der University of Louisville in Louisville (Kentucky).
Ildstad fand Wege, das Knochenmark von Spendern so aufzubereiten, dass die Graft-versus-Host-Reaktion unterdrückt wird. Man hatte zuvor versucht das zu erreichen, indem die T-Zellen des Spenders herausgefiltert wurden, dabei ging jedoch auch die Wachstumsfähigkeit der Knochenmarkzellen verloren. Ildstad fand und isolierte 1994 spezielle Zellen, die für das Wachstum des Knochenmarks notwendig waren (von ihr facilitating cells genannt) und entwickelte ein Verfahren, sie von den T-Zellen zu trennen. Sie erprobte so aufbereitete Knochenmarkstransplantate zuerst bei Mäusen (denen sie so teilweise das Immunsystem von Ratten übertrug und so ein chimäres Immunsystem erzeugte) und dann erfolgreich bei Menschen (facilitator cell technology). 1999 ließ sie das Verfahren patentieren.
Anfang der 1990er Jahre entwickelte sie ein Verfahren, Knochenmark von Pavianen auf Menschen zu übertragen mit dem Ziel AIDS-Patienten zu behandeln (Paviane erkranken nicht an Aids). Das wurde 1995 an einem AIDS-Patienten erprobt, der über drei Jahre überlebte. Sie erforscht auch Knochenmarkstransplantationen als Therapie für Autoimmunkrankheiten (wie Diabetes) und Erbkrankheiten wie die Sichelzellenanämie.
Sie ist seit 1997 Mitglied des Institute of Medicine der National Academy of Sciences. Sie erhielt den Distinguished Alumnus Award der Mayo Clinic (als erste Frau) und den James A. Shannon Director´s Award der National Institutes of Health.
Sie ist seit 1972 mit dem Medizin-Professor (Public Health) David J. Tollerud verheiratet. Das Paar hat zwei Kinder.